# Klaas de Vrieze

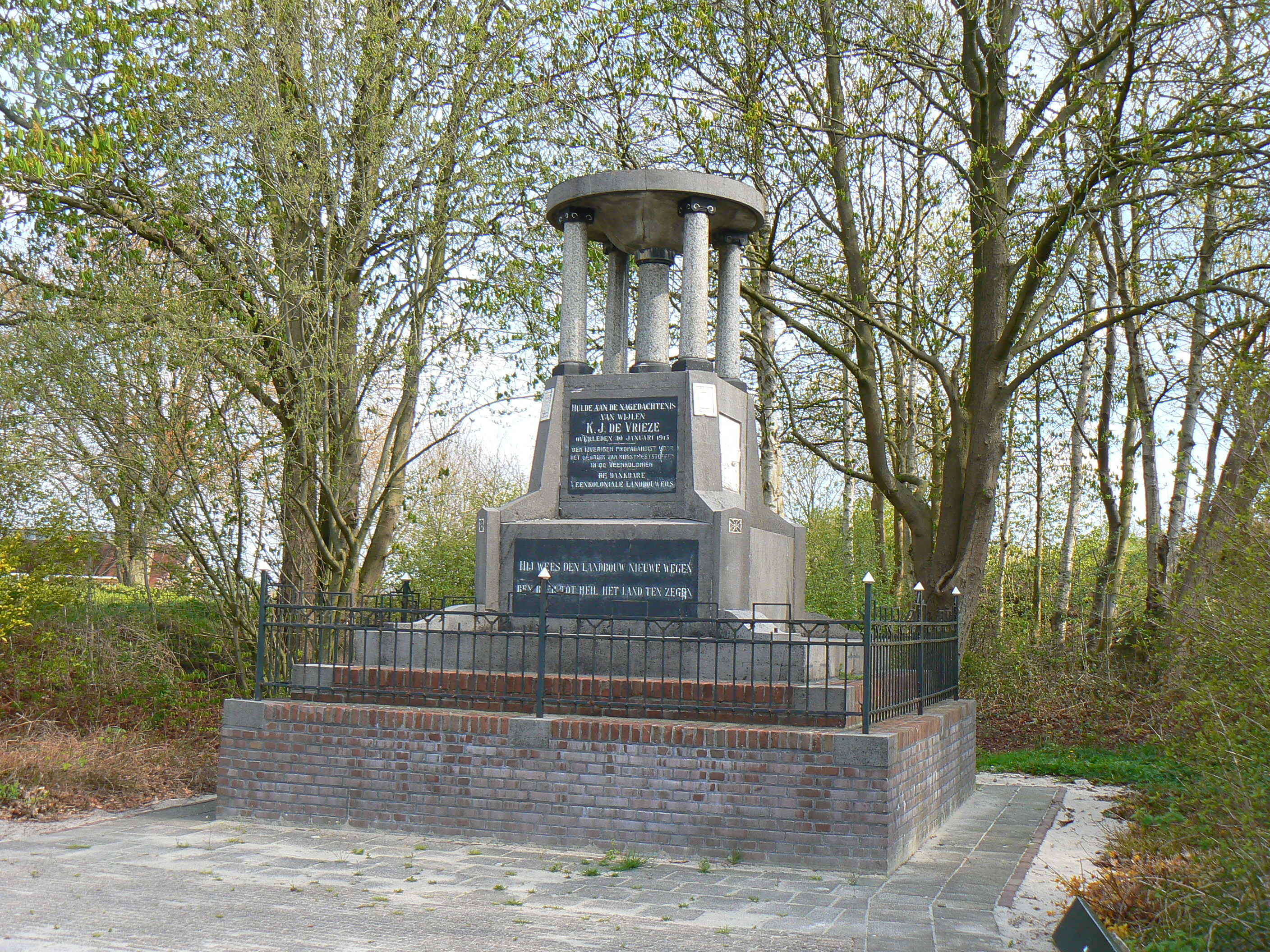
Monument K.J. de Vrieze

Klaas Jan  de Vrieze, ook wel genaamd K.J. de Vrieze, (Oude Pekela, 1 februari 1836 – Helpman (Groningen), 30 januari 1915) was een Nederlandse onderwijzer.

## Biografie
De Vrieze was de oudste zoon uit het eerste huwelijk van hoofdonderwijzer Jan Klaassens de Vrieze (1805-1871) en Wietske Roelfs Panman (1806-1840). Op 10 februari 1860 trouwde hij in Veendam met Knelsina Daniels Munneke, dochter van landbouwer Daniel Alberts Munneke en Anna Roelfs de Jonge. Zij kregen één dochter. Op 6 april 1865 hertrouwde hij te Wildervank met zijn volle nicht Boukje de Vrieze, dochter van onderwijzer Jannes Klaassens de Vrieze en Jacobje Lieferts Eerkes. Uit dit huwelijk werden in Wildervank twee kinderen geboren.
De Vrieze was als landbouwkundig onderwijzer werkzaam in Ommelanderwijk, Oude Pekela en Stadskanaal. Van 1883 tot 1893 was hij aangesteld als schoolhoofd in Wildervanksterdallen. Tevens gaf hij toen les in de landbouwkunde in Veendam. Daarna was hij van 1893 tot 1901 leraar aan de toenmalige Rijks Landbouw Winter School in Groningen. Hij wist de boeren in de Groninger Veenkoloniën ertoe te bewegen kalium als kunstmest te gebruiken. Als propagandist ontmoette hij aanvankelijk veel scepsis, maar De Vrieze kon met praktijkproeven aantonen dat de landbouwopbrengsten aanzienlijk verhoogd konden worden.
De Vrieze schreef diverse leer- en leesboekjes en gaf lezingen over de landbouw.

## Monument in Wildervank
In Wildervank, naast de K.J. de Vriezestraat 1 (destijds Bareveld D39), is op 8 oktober 1919 een monument onthuld ter nagedachtenis aan K.J. de Vrieze. Het gedenkteken is ontworpen door H.W. Scholten, de reliëfs (één met een ploegende boer en één met een onderwijzer voor de klas) zijn van E. Declercq.
De tekst op het monument luidt:
Hulde aan de nagedachtenis van wijlen K.J. de Vrieze, overleden 30 januari 1915, den ijverigen propagandist voor het gebruik van kunstmeststoffen in de Veenkoloniën - Hij wees den landbouw nieuwe wegen, den boer tot heil, het land ten zegen - Hij leerde de ouderen en onderwees de jongeren.
Ook in de stad Groningen is een straat naar hem genoemd.

## Fotogalerij

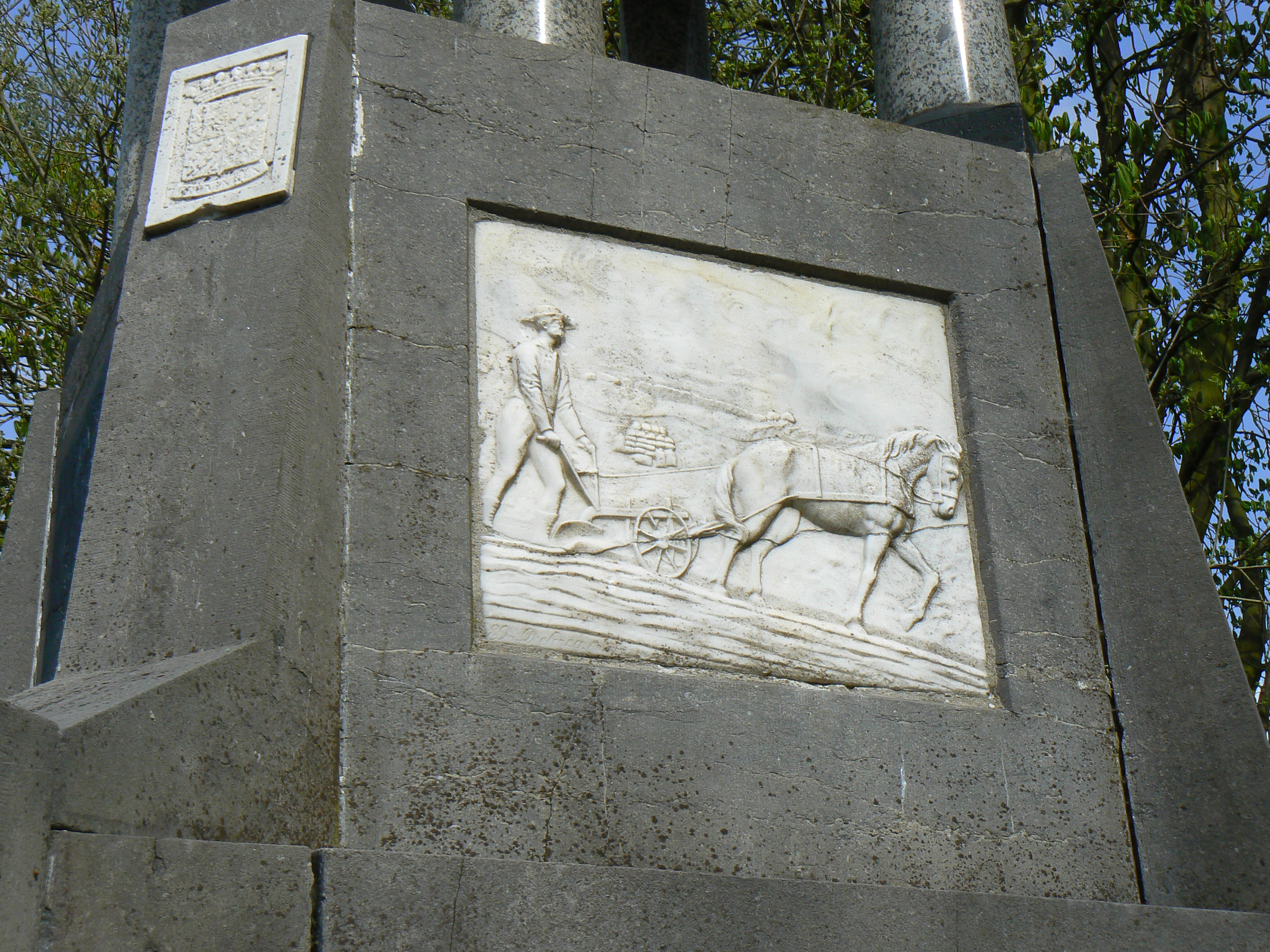
Ploegende boer
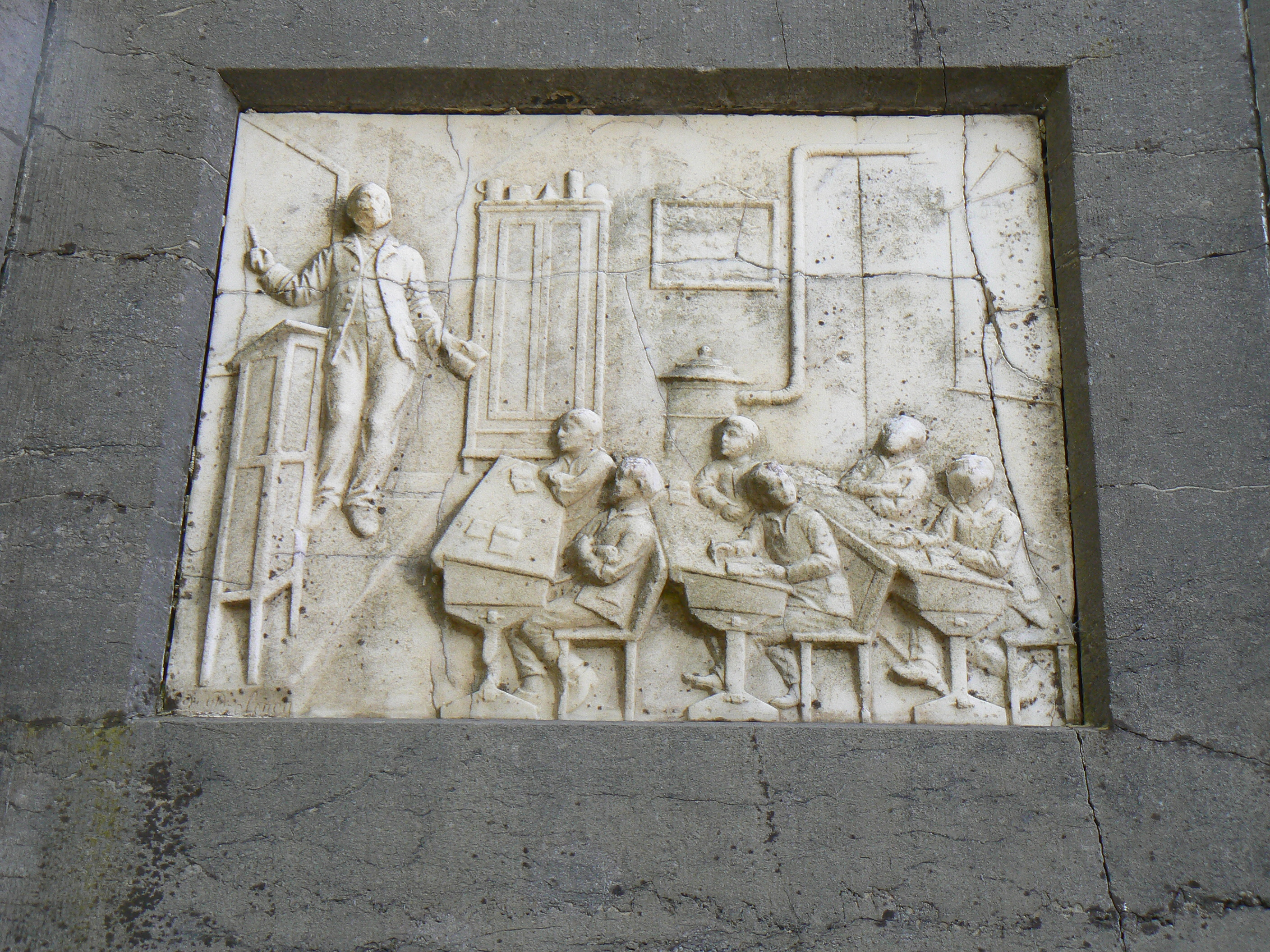
Onderwijzer voor de klas
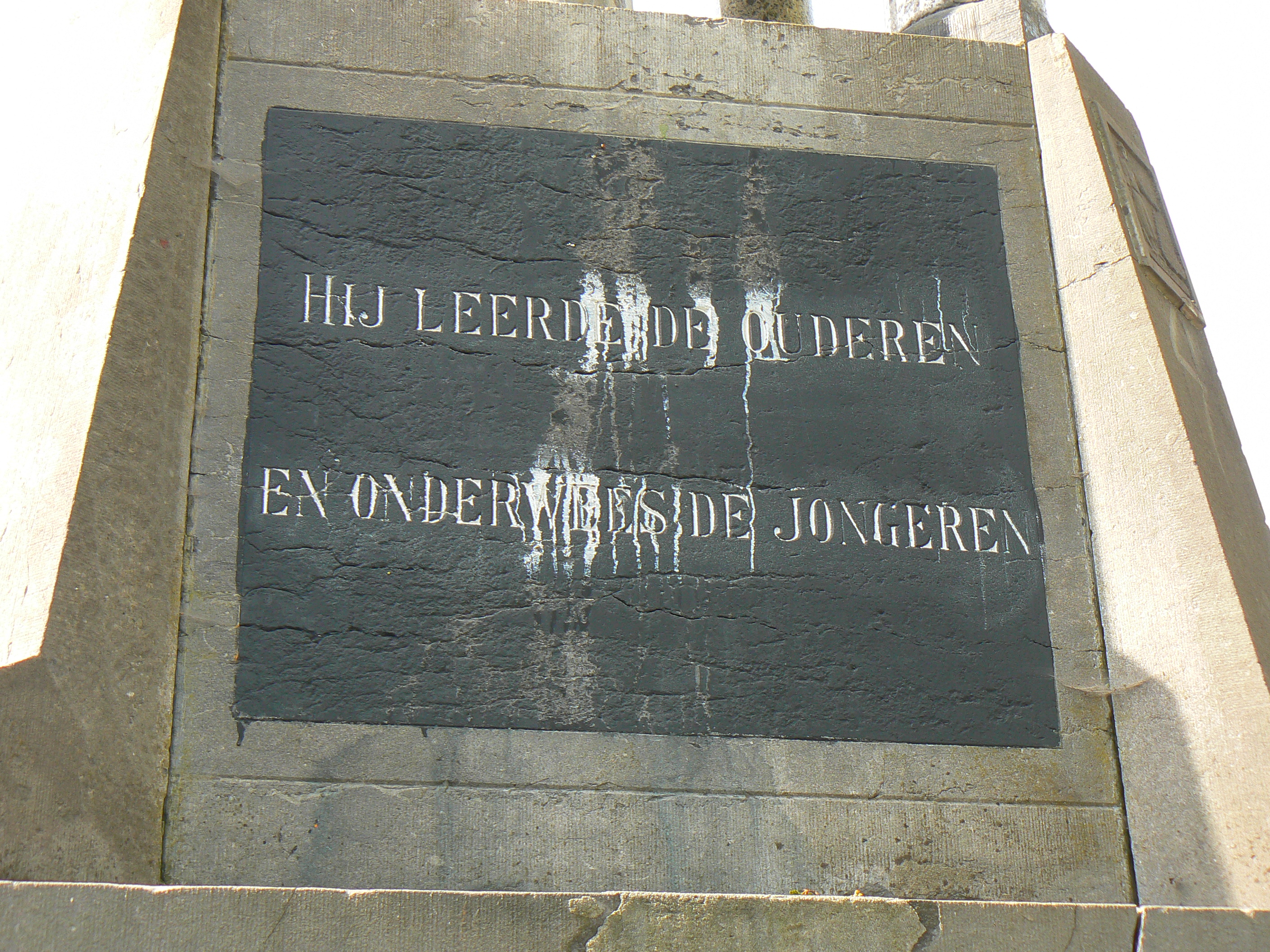
"Hij leerde de ouderen en onderwees de jongeren"
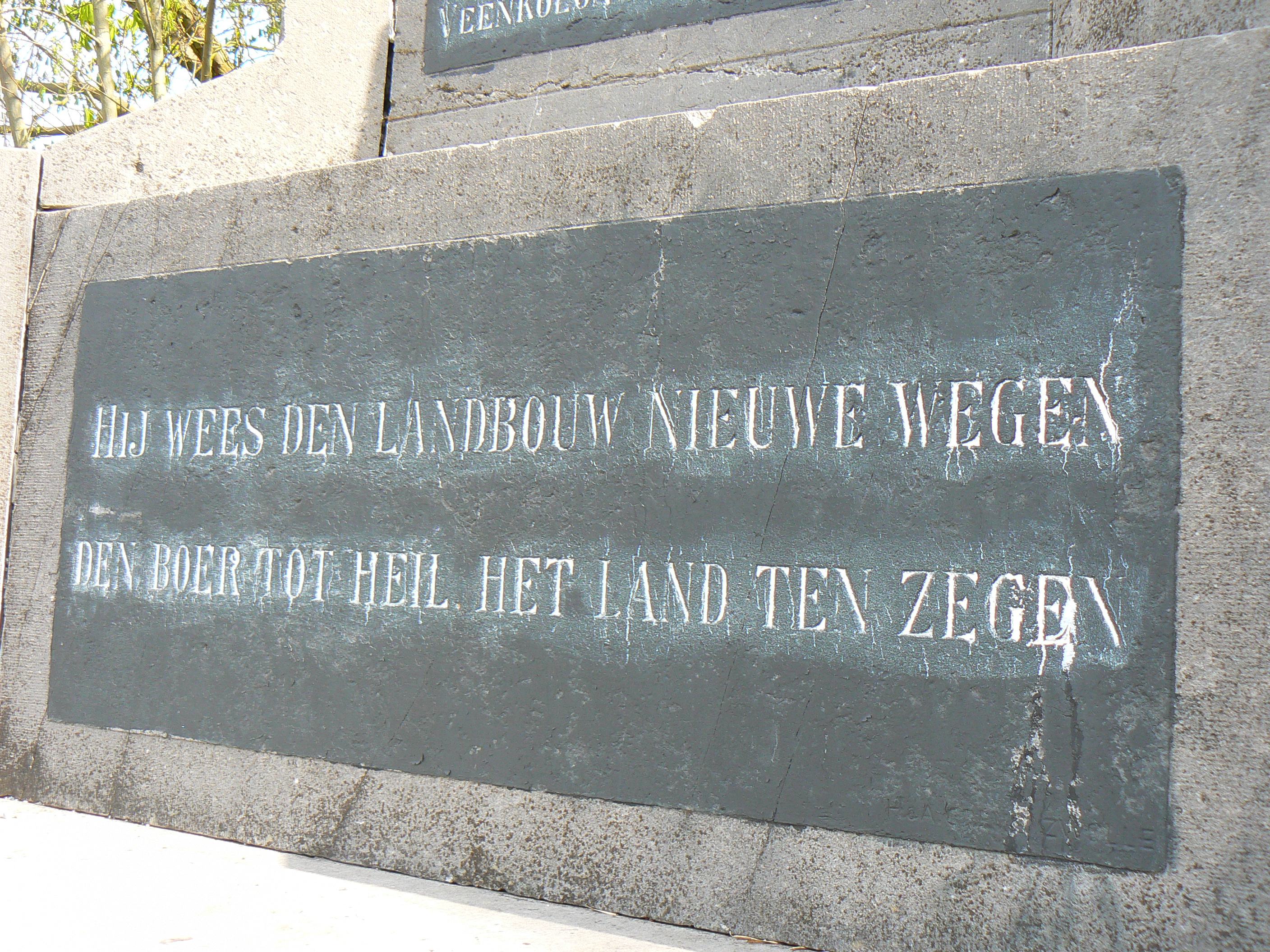
"Hij wees de landbouw nieuwe wegen den boer tot heil het land ten zegen"
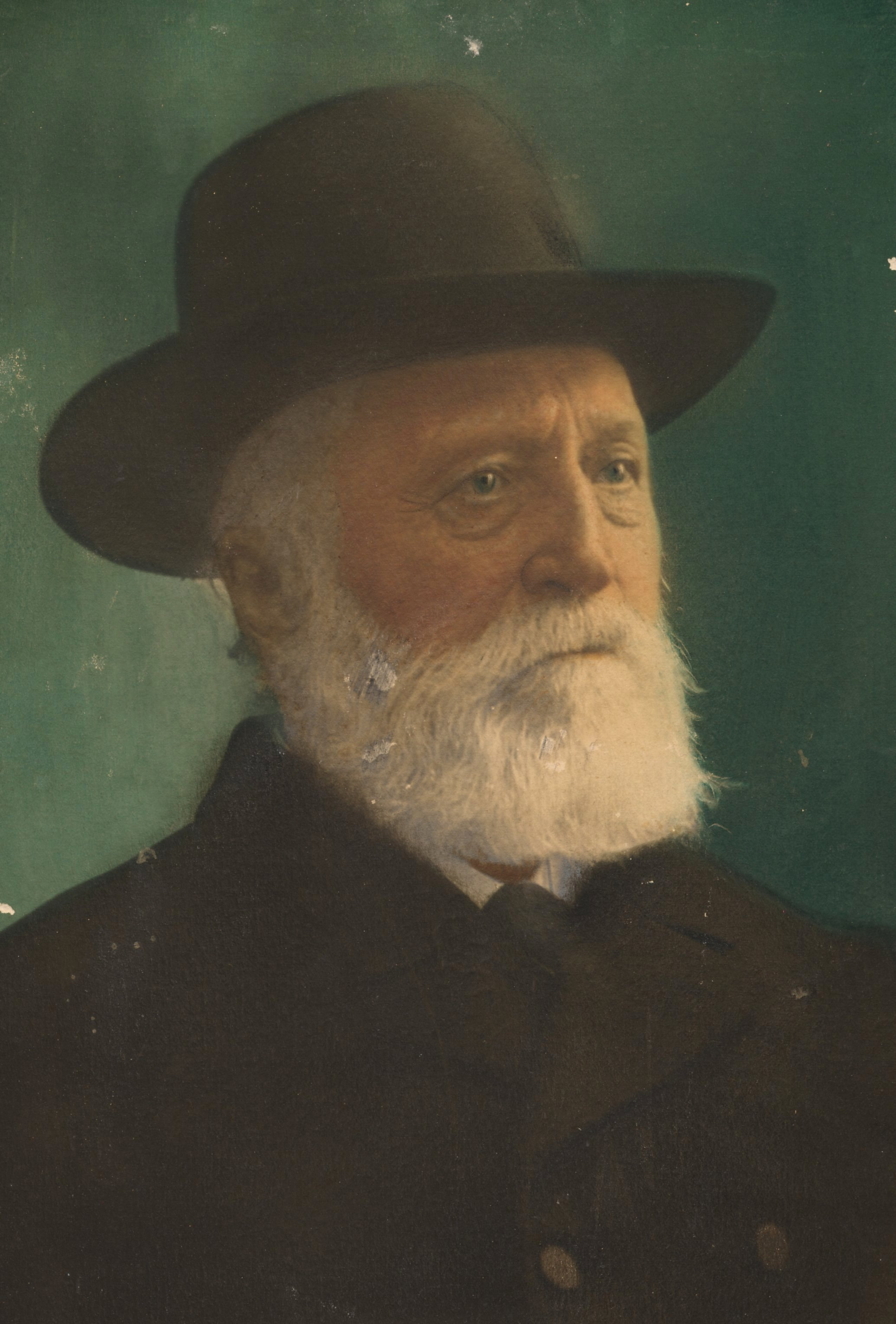
Klaas Jans de Vrieze